# Marty Glickman
Vous lisez un « bon article » labellisé en 2017.
Pour les articles homonymes, voir Glickman.
Martin Irving Glickman dit Marty Glickman, né le 14 août 1917 dans le Bronx (New York) et mort le 3 janvier 2001 à Manhattan (New York), est un athlète et commentateur sportif américain. Avant qu'il ne commence sa carrière de commentateur — et qu'il ne soit connu par ses prestations radiophoniques, puis télévisuelles, des matches des Giants, Jets et Knicks de New York notamment —, Marty Glickman a d'abord été célèbre pour ses performances d'athlète, dans le sprint et les épreuves de relais. Il a également évolué dans l'équipe de football américain de l'Orange de Syracuse (université de Syracuse).
Son nom est rattaché à son remplacement, avec le sprinteur Sam Stoller, de l'équipe américaine des Jeux olympiques d'été de 1936 organisés à Berlin, par Jesse Owens et Ralph Metcalfe dans l'équipe du relais 4 × 100 mètres le jour de la course, ce qui a provoqué une polémique, et mené à des accusations d'antisémitisme envers le Comité olympique des États-Unis.
Plus tard, continuant sa carrière à la radio débutée avant la Seconde Guerre mondiale, Marty Glickman a l'occasion de commenter de très nombreux sports, tels que la boxe, le catch, la natation ou encore le ski, en plus du basket-ball, baseball et football américain. Il est notamment surnommé « la voix du basket-ball ».

## Biographie

### Enfance

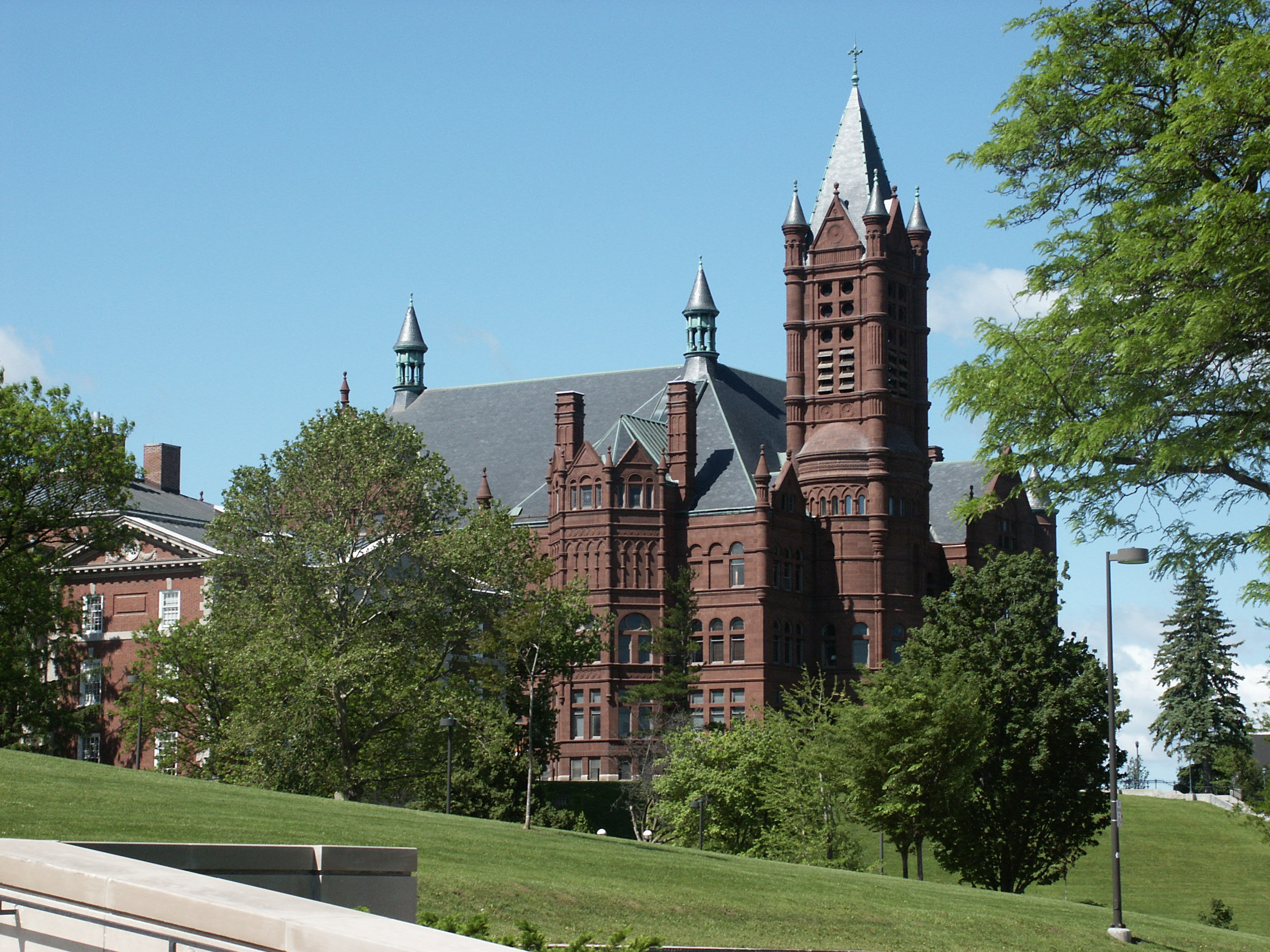
Marty Glickman étudie à l'université de Syracuse, et en est diplômé au début de la Seconde Guerre mondiale.

Martin Irving Glickman est né le 14 août 1917 dans l'arrondissement du Bronx, à New York. Issu d'une famille juive roumaine, Martin est le premier fils d'une fratrie de trois enfants ; naissent après lui son frère, Sidney, et sa sœur, Irene. Ses parents, Harry et Molly, tous deux nés en Roumanie, se sont rencontrés lorsqu'ils étaient enfants dans la ville de Iași, la deuxième ville du pays après sa capitale, et ont plus tard émigré vers les États-Unis. Son père est vendeur de coton mais perd son travail du fait de la Grande Dépression, et sa mère couturière puis chef d'équipe dans ce même domaine,. Sa famille déménage plusieurs fois au cours de son enfance, d'abord en restant dans son arrondissement natal, puis en allant s'installer dans différents quartiers de Brooklyn.
Au début des années 1930, il étudie à la James Madison High School, à Brooklyn, tout en pratiquant le football américain et l'athlétisme. Il remporte à cette période divers championnats d'athlétisme locaux, régionaux et nationaux. Lorsqu'il est encore un jeune adolescent, il se fait d'ailleurs surnommer « Flatbush Flash » compte tenu de ses résultats convaincants dans le sprint,,,. Il part ensuite étudier à l'université de Syracuse,, laquelle se situe à plus de 300 kilomètres de New York. Adolescent, il fait aussi du baseball, du basket-ball et de la natation.

### Carrière d'athlète

#### Sélections pour les Jeux olympiques de Berlin
Marty Glickman participe dans un premier temps aux qualifications de la partie est des États-Unis, se déroulant à Boston. Terminant premier des séries régionales, il participe ainsi à la phase finale qui a lieu à Randall's Island, à New York. Lors de ce dernier 100 mètres, il obtient sa place de sprinter de l'équipe américaine olympique, précisément pour le relais, en finissant cinquième face à Jesse Owens, Ralph Metcalfe, Frank Wykoff, Foy Draper, Sam Stoller et Mack Robinson. L'entraîneur de l'équipe, Lawson Robertson, déclare en effet que les trois premiers de la course sont assurés de participer au 100 mètres à Berlin, tandis que les quatre coureurs suivants feront le relais.
Il arrive avec ses coéquipiers à Berlin le 31 juillet 1936, après avoir fait le voyage de New York jusqu'à Hambourg à bord du Manhattan,,.

#### Jeux olympiques de 1936
Marty Glickman n'a donc que 18 ans lorsqu'il est sélectionné au sein de l'équipe américaine des Jeux olympiques d'été de 1936 à Berlin. Il s'entraîne sur place pour le relais 4 × 100 mètres, la seule épreuve pour laquelle il est parvenu à se qualifier ; l'équipe américaine de cette course doit à l'origine comprendre, dans l'ordre de départ, les athlètes suivants : Sam Stoller, Marty, Foy Draper et Frank Wykoff. Cependant, les entraîneurs Lawson Robertson et Dean Cromwell remplacent Glickman et Stoller par Ralph Metcalfe et Jesse Owens le matin même où les courses du relais doivent débuter — la compétition est prévue les 8 et 9 août. Draper et Wykoff, les deux autres sprinteurs de l'équipe de base, ne sont quant à eux pas retirés. Robertson, l'entraîneur principal de l'équipe, assure devant les coureurs écartés vouloir seulement choisir la meilleure équipe possible face aux dirigeants allemands qui dissimuleraient leurs meilleurs coureurs afin de battre les Américains, favoris, par surprise,. Les deux athlètes juifs sont les seuls membres de l'équipe américaine d'athlétisme n'ayant pas concouru après être arrivés à Berlin,,.

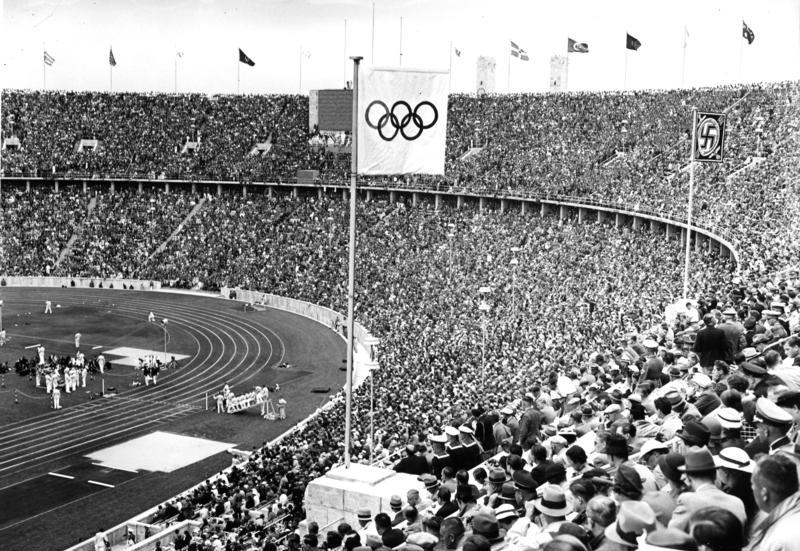
Le stade olympique de Berlin.

L'équipe américaine fraîchement modifiée remporte finalement la course, en établissant un nouveau record du monde. Le retrait de ces deux athlètes suscite deux points de vue différents auprès des observateurs. D'une part, naît l'affirmation selon laquelle cette course aurait de toute manière été gagnée par les Américains sans que le remplacement de Glickman et de Stoller ait lieu, même si Jesse Abransom, dans le New York Herald Tribune, indique que le record aurait pu ne pas être battu ; d'autre part, certains avis soulignent le fait qu'ils avaient fait de moins bons temps lors des phases de qualifications, rendant ainsi la décision de les retirer pertinente. Lou Miller, journaliste de l'époque des Jeux de 1936, déclara qu'il pensait que Marty aurait été capable de battre Jesse Owens dans le domaine du sprint, bien que Glickman minimisa plus tard la pertinence de ces propos.
Le retrait des deux athlètes juifs pourrait être expliqué par le favoritisme dont Draper et Wykoff, tous deux entraînés par Cromwell à l'université du Sud de la Californie (USC), auraient pu bénéficier. À cette époque, Marty croit effectivement davantage à une telle explication, mais au fil des années devient convaincu que la principale raison est liée à l'antisémitisme nazi,. Pour ne pas qu'Hitler, à l'époque chancelier, voie des Juifs, en plus des Afro-Américains, gagner la plus haute médaille olympique, retirer Marty et Sam aurait ainsi permis d'éviter de l'embarrasser davantage. Sous son régime, l'Allemagne avait en effet adopté des lois antisémites, lesquelles, en 1936, étaient déjà indéniablement très présentes, même si certains athlètes juifs allemands furent autorisés à participer. Le président du Comité olympique des États-Unis, Avery Brundage, rejeta ces allégations en les qualifiant d'« absurdes », dans un rapport écrit peu de temps après les Jeux,.

#### Après les Jeux
Avant qu'il ne rentre aux États-Unis à bord du même bateau pris à l'aller, Marty reste deux semaines en Europe, ce qui lui permet de participer à plusieurs rencontres sportives. La première, qui se tient au stade White City de Londres, est le relais 4 × 110 yards. L'équipe américaine composée de Wykoff, Owens, Marty et Metcalfe, affronte les athlètes britanniques, les bat, et établit à cette occasion un nouveau record du monde sur cette distance. Il court ensuite en Écosse et retourne à Hambourg pour une épreuve du 100 mètres, où il bat Draper et Erich Borchmeyer. Enfin, il se rend à Paris pour concourir dans un tournoi triangulaire opposant les États-Unis et le Japon à l'hôte français,.

### Premières expériences à la radio
De retour dans son pays, la première expérience que Marty Glickman connaît à la radio a lieu lorsqu'il est encore étudiant à l'université de Syracuse, en 1937. Bénéficiant de sa célébrité croissante, il commence à commenter les événements sportifs universitaires sur les ondes de la station de radio WSYR, diffusée dans l'aire urbaine de Syracuse. Le programme hebdomadaire lui rapporte 15 dollars par émission de quinze minutes. Comme il souffre d'un léger bégaiement, il décide de prendre à cette occasion des cours pour mettre fin à son trouble de la parole.
En juin 1939, Marty est diplômé de l'université. Il joue brièvement en ligue mineure sous les couleurs des Giants de Jersey City, club qui s'entraîne aux côtés des Giants de New York. Cela lui permet de gagner 50 dollars par match, en plus d'autres petits emplois qu'il cumule, tels que vendeur de vêtements de sport dans un magasin new-yorkais. Toutefois, il souhaite se consacrer davantage à l'activité de commentateur. Puisqu'il a moins d'attentes vis-à-vis d'une carrière sportive, tant par son physique que par les faibles opportunités qu'une telle carrière peut offrir à cette époque, il cesse le football américain semi-professionnel,.

Marty Glickman a commenté de nombreuses compétitions sportives au sein du Madison Square Garden, à New York (logotype).

Il rejoint la station WHN la même année, et évolue à la tête de la direction des sports de la radio en 1943,. Le premier événement qu'il présente en direct en tant que commentateur principal (« action par action », de l'anglais play-by-play) sont les Millrose Games, au Madison Square Garden, en janvier 1940. Il commence quelque temps après une émission nocturne sur la même radio, sponsorisée par la marque de bière Eldelbrew. C'est à cette époque — précisément le 25 décembre 1940 — qu'il se marie avec Marjorie Dorman, une danseuse qu'il a rencontrée au lycée. Leur premier enfant, Elizabeth, naît le 1er octobre 1941. Le couple aura encore trois enfants après Elizabeth : John, David et Nancy, respectivement nés en 1945, 1949 et 1953. De retour de leur lune de miel, il entame une nouvelle émission radiophonique, intitulée Today's Baseball, qui consiste en une prestation improvisée d'un quart d'heure puis, en raison de son succès, de trente minutes, sur les résultats des matches de baseball du jour. En 1942, WHN acquiert les droits de radiodiffuser les matches des Dodgers de Brooklyn ; deux nouvelles émissions sont créées pour les avant et après-matches de la franchise : Warm-up Time et Sports Extra, que Marty Glickman commente aux côtés de Bert Lee, Dick Fishell et Ward Wilson. Il effectue également ces présentations d'avant et après-matches pour les Yankees de New York.

### Seconde Guerre mondiale
À la suite de l'entrée des États-Unis dans la Seconde Guerre mondiale en 1941, Marty Glickman rejoint, à partir de 1943, l'United States Marine Corps en tant que sous-lieutenant de la 4th Marine Air Wing. Il part s'entraîner au Marine Corps Base Quantico, en Virginie, puis en Floride à Vero Beach. En 1945, il se rend dans les Îles Marshall pour enfin participer au combat. Sa mission consiste à communiquer par radio avec la combat air patrol afin de lui donner des informations, à l'aide d'un écran radar, relatives à la présence de chasseurs nocturnes ennemis,.

### Commentateur sportif

#### Notoriété croissante après la guerre
Après être rentré des Îles Marshall en décembre 1945, Marty Glickman reprend immédiatement son poste de commentateur, en présentant avec Connie Desmond des matches de basket-ball. En 1946, il commente le National Invitation Tournament, un tournoi de basket-ball universitaire également organisé au Madison Square Garden. Par ailleurs, il prend l'habitude d'aller à la rencontre des équipes avant les matches afin de préparer son intervention radiophonique, ce qui lui permet de mieux connaître le nom des joueurs par exemple.
C'est à cette époque qu'il passe d'une simple couverture locale des sports au niveau national. En effet, il devient connu pour être « la voix du basket-ball », en travaillant, par exemple, pour le compte de CBS ou du Mutual Broadcasting System, étant ainsi entendu à travers tous les États-Unis. Mais, en 1951, un scandale de matches truqués, dans lequel plusieurs joueurs de la NBA sont impliqués, lui fait interrompre son activité de commentateur de ce sport pendant deux ou trois ans,.
En mars 1946, il commente le Lou Zamperini Memorial Mile, un mile nommé en hommage à Louis Zamperini, athlète ayant participé comme Marty aux Jeux de 1936 et présumé mort, car son B-24 disparaît en 1943 dans le Pacifique au cours d'un mission de sauvetage. Néanmoins, l'année suivante, l'événement se fait aux côtés de Zamperini en personne, qui a survécu à sa captivité,. La même année, il rencontre Red Auerbach, alors entraîneur des Capitols de Washington, avec lequel il se lie d'amitié. Ensemble, ils vont pratiquer de nombreux sports dans un cadre privé, tels que le tennis, le handball ou encore le golf. C'est aussi cette année-là que naît la Basketball Association of America, dont Marty deviendra le commentateur no 1,,. Auerbach est parfois son analyste pour des rencontres universitaires.
À partir de 1948 et jusqu'en 1957, Glickman incarne la voix des actualités sportives distribuées par Paramount News (Paramount Pictures). Il commence à travailler aux côtés de Roone Arledge, un jeune producteur à qui il donne des conseils pour une émission sportive à l'origine du programme plus connu Wide World of Sports, diffusée sur ABC. Dans les années 1950, il lui arrive aussi de commenter des combats de catch.

#### De la radio à la télévision

Marty Glickman a été la principale voix des Knicks pendant deux décennies (ici, logotype utilisé par la franchise à partir de 1995).

Marty Glickman a commenté de très nombreux sports : sur WHN, durant l'après-guerre, il peut commenter des matches de basket-ball (à cette époque pour les Knicks de New York), de hockey (Rangers de New York) et de football américain au cours d'une même semaine. Cela l'amène à voyager à travers tout le pays (San Francisco, Los Angeles, La Nouvelle-Orléans, Miami, etc.), déplacements qu'il peut faire aux côtés de sa femme qui l'assiste parfois dans son travail. En outre, bien qu'il couvre tout le pays, il poursuit son rôle de commentateur des rencontres sportives universitaires de sa ville.
À partir de 1948, il commente également les matches des Giants de New York. À la fin de sa première année d'activité pour cette franchise, il signe d'abord un contrat avec la marque de bière Miller, alors sponsor des Giants, d'une durée de cinq ans. En effet, à cette époque, les sponsors ont le contrôle des droits de transmission des matches. Finalement, Glickman les commente pendant vingt-trois ans, avec une interruption de trois ans en raison d'une perte des droits de radiodiffusion, cette fois-ci, de WHN, au profit d'autres stations de radio telles que WABC, WCBS, ou WINS,,.
Dans son rôle de commentateur des Giants, il fait équipe pendant sept ans avec Al DeRogatis, un ancien joueur de ligne défensive du club. Il travaille aussi avec Johnny Most et Ernie Harwell. Dans les années 1950 et 1960, il a également été la voix de la Yonkers Raceway, une course de trot attelé,.

Logotype des Giants utilisé à partir de 1961, époque durant laquelle Marty Glickman présente leurs matches.

C'est vers le milieu des années 1960 que Marty Glickman passe de la présentation radiophonique des Knicks à la télévisuelle. En 1967, il devient également président de SportsPlan, une entreprise de marketing sportif. Larry Fleischer, son fondateur, souhaite signer un contrat avec trois sportifs pour les représenter : Oscar Robertson, joueur de basket-ball, Bob Gibson, lanceur des ligues majeures de baseball, ainsi que Bill Bradley, lui aussi joueur de basket-ball. Marty entre en contact direct avec ce dernier car tous deux se connaissent déjà. Les trois sportifs acceptent l'offre, et Marty étend par conséquent son champ professionnel. Il est la voix des Knicks pendant vingt-et-un ans.
Alors qu'il est âgé d'une quarantaine d'années, et en dépit de son léger surpoids qu'il admet avoir, il va parfois s'entraîner avec l'équipe des Giants. À cette époque, il gagne 1 000 dollars par match retransmis sur la station de radio WNEW. Herb Salzman et Nat Asch, respectivement directeur général et sous-directeur de WOR, lui en proposent 2 000 pour présenter les matches des Jets de New York, une franchise de l'American Football League, sur cette radio. Malgré son attachement au club avec qui il est resté plus de vingt ans, et une certaine rivalité qui existe entre les deux franchises, il accepte la nouvelle offre. Lors de sa première année avec les Jets, il travaille en compagnie de Larry Grantham, un ancien linebacker du club. Il travaille ensuite avec Dave Herman, joueur ayant quant à lui évolué au poste d'offensive lineman, dans ce même club ; il commente les Jets pendant onze ans, dont cinq années avec Herman,. Il est en effet aussi entendu sur WCBS avec Dave Jennings comme assistant, pendant quatre saisons,,.
Il a par ailleurs été le commentateur des Nets de Brooklyn (basket-ball), ainsi que des Knickerbockers de New York (baseball).
Il rejoint la chaîne de télévision Home Box Office (HBO) en novembre 1972, lors de sa création. Le premier événement auquel il participe est une rencontre de hockey entre les Rangers de New York et les Blackhawks de Chicago. En 1975, il contribue aux négociations visant à retransmettre sur la chaîne le tournoi de Wimbledon. Au fil des années il a l'occasion de commenter, entre autres, du sport motocycliste, des compétitions de patins à roulettes, du tennis, du golf, de la crosse, de la natation, etc.. Il quitte la chaîne en 1981, à 64 ans, mais y reste comme consultant. Il se prend par ailleurs de passion pour le ski, et voyage par exemple en Amérique du Sud pour commenter des compétitions.

#### Fin de carrière et postérité
En plus d'avoir commenté à la radio ou la télévision des sports dits « traditionnels », tels que le basket-ball, le football américain ou bien le baseball, Marty Glickman a également présenté des combats de boxe à la St. Nicholas Arena, de roller derby, de rodéos et même des tournois de billes,. Les chaînes de télévision NBC ainsi que HBO l'ont employé pour former leurs nouveaux commentateurs sportifs,.
De surcroît, en parallèle à sa carrière classique de commentateur sportif, il a passé des auditions pour jouer un rôle dans le film de Woody Allen, Radio Days, sorti en 1987, sans être retenu.
Après qu'il a quitté HBO en 1981, il part avec sa femme Marge en croisière sur leur bateau. Ils se rendent ainsi jusqu'aux voies navigables de Géorgie. Toutefois, son métier lui manque. C'est pourquoi, en 1982, Marty retrouve son poste de commentateur en s'occupant des matches de football américain et de basket-ball des équipes de l'université du Connecticut, sur le Connecticut Radio Network,. Au milieu des années 1980 il commente pour 500 aveugles différentes prestations et tours d'un cirque établi au Nassau Coliseum (à Long Island). Il réitère ce rôle en 1989 pour des enfants non-voyants, au Big Apple Circus situé au Lincoln Center.
En 1988, il revient cette fois à la télévision, sur NBC, pour commenter à nouveau les matches des Jets et donc de la National Football League. Il prend sa retraite le 27 décembre 1992, alors âgé de 75 ans, après avoir commenté le dernier match de la saison des Jets face aux Saints de La Nouvelle-Orléans, au Meadowlands.
Au cours d'une carrière s'étalant des années 1930 au début des années 1990, Marty a été le mentor de plusieurs commentateurs, tels que Marv Albert, qui à son tour couvrira les matchs des Knicks, des Giants et des Rangers. Marv le remplace effectivement aux Giants lorsque ce dernier rejoint les Jets dans les années 1970. Il a également contribué à la carrière de Johnny Most, lequel s'est ouvertement inspiré du style de Marty. En ce qui concerne son style de commentateur, Marty possède plusieurs signes caractéristiques, et notamment l'usage du mot « swish », pour les matches de basket-ball, lorsqu'un panier est marqué sans toucher le cerceau,. Plus tard Marv Albert le considère comme « le plus grand commentateur radiophonique de tous les temps ».

### Mort
Le 14 décembre 2000, Marty Glickman subit un pontage cardiaque à l'hôpital Lenox Hill de Manhattan, à New York. Il meurt à la suite de complications le 3 janvier 2001, à l'âge de 83 ans,,.

## Divers

### Autobiographie
En 1996, son autobiographie, The Fastest Kid on the Block, est publiée ; cette dernière a été co-écrite avec le journaliste sportif Stan Isaacs (en),.

### Distinctions et hommage
En 1991, Marty Glickman est récompensé lors des Curt Gowdy Media Awards, organisés par le Basketball Hall of Fame ; il est la deuxième personne à recevoir ce prix, après Curt Gowdy lui-même en 1990,. Deux ans plus tard, il est intronisé aux Hall of Fame de la NSMA, en même temps que Howard Cosell et Murray Olderman, et de l'ASA,. Enfin, en 1996, Marty entre à l'International Jewish Sports Hall of Fame,.
En 1998, le président du Comité olympique des États-Unis, William J. Hybl, honore Marty et la mémoire de Sam Stoller, mort au milieu des années 1980, en remettant une plaque « à la place des médailles d'or qu'ils n'ont pas gagnées » à Berlin. Par la même occasion, il reçoit le premier prix Douglas MacArthur du Comité olympique des États-Unis,,.
Depuis 2013, une récompense créée par l'université de Syracuse (décernée plus précisément par la Newhouse School, école de communication de ladite université) porte le nom du commentateur : le Marty Glickman Award, qui honore un commentateur sportif jugé illustre,.

### Cinéma
Le 26 août 2013, le film documentaire de James L. Freedman, Glickman, est diffusé aux États-Unis. Martin Scorsese, réalisateur et producteur, en a été l'un des producteurs exécutifs. Le film a été reçu positivement par plusieurs grands journaux américains,,,. Il est sorti en DVD en 2014.
En 2016, le film La Couleur de la victoire, qui retrace une partie de la vie de Jesse Owens, en particulier sa participation aux Jeux de Berlin, évoque l'exclusion de Glickman et Stoller lors de cet événement. L'acteur canadien Jeremy Ferdman joue le rôle de Marty Glickman.